# Église de l'Immacolata a Forcella
L'église de l'Immacolata a Forcella est une église de Naples désacralisée depuis longtemps. Elle était dédiée à l'Immaculée Conception.

## Histoire et description
L'église est bâtie au XVIIe siècle et elle est restaurée à la fin du XIXe siècle. Elle est gérée au début par la corporation des savonniers. Aujourd'hui, l'église est désacralisée et elle sert de magasin de chaussures.
La façade fort simple est caractérisée par un portail de piperno surmonté d'une grande fenêtre rectangulaire à la même modénature que le portail et encadrée de lésènes toscans, sous un entablement. Le tout est couronné d'un petit clocheton pour deux cloches sous un tympan triangulaire.
L'intérieur a été entièrement altéré pour l'arrangement du magasin de chaussures.

## Source de la traduction
- (it) Cet article est partiellement ou en totalité issu de l’article de Wikipédia en italien intitulé « Chiesa del'Immacolata a Forcella » (voir la liste des auteurs).